# Susana González
Susana González (née Susana Alejandra González del Río le 2 octobre 1973 à Zacatecas au Mexique), est une actrice et mannequin mexicain.

## Carrière
Susana González est née à Zacatecas dans la municipalité de Calera, le 2 octobre 1973. 
En 1996, elle reçoit sa première opportunité de participer à la telenovela, Sentimientos ajenos. En 1997, elle obtient son second rôle dans la telenovela María Isabel. Puis elle intègre las telenovelas, Preciosa, Rosalinda, Amor gitano, Mujeres engañadas, Rayito de luz, Amigas y rivales entre autres.
Elle tient son premier rôle de protagoniste avec Entre el amor y el odio au côté de César Évora en 2002, son jeu la fait reconnaître de TvyNovelas comme l'actrice révélation de l'année. Ensuite elle joue la protagoniste dans des productions comme Velo de novia, El amor no tiene precio et la telenovela  Pasión.

## Filmographie

### Telenovelas
- 1996-1997 : Sentimientos ajenos : Norma
- 1997-1998 : María Isabel : Elisa
- 1998 : Preciosa : Felina
- 1998-1999 : El privilegio de amar : Octavia Montero
- 1999 : Rosalinda : Luz Elena
- 1999 : Amor gitano : Zokka
- 1999-2000 : Mujeres engañadas : Yvette del Sagrario Campuzano
- 1999-2000 : Cuento de Navidad
- 2000-2001 : Rayito de luz
- 2001 : Amigas y rivales : Ángela Riveira
- 2002 : Entre el amor y el odio : Cristina Montenegro
- 2003 : Velo de novia : Andrea Paz
- 2005-2006 : El amor no tiene precio : María Liz González
- 2006 : Heridas de amor : Liliana López-Reyna
- 2007-2008 : Pasión : Camila Darien de Salamanca
- 2009-2010 : Los exitosos Pérez : Alessandra Rinaldi
- 2010 : Para volver a amar : Doménica Mondragón
- 2011 : La que no podía amar : Cynthia Montero Báez
- 2012-2013 : Amores verdaderos : Beatriz Trejo
- 2013-2014 : Por siempre mi amor : Isabel López-Cerdán de De la Riva
- 2014-2015 : La sombra del pasado : Roberta Lozada Vda. de Alcocer
- 2021-2022 : Mi fortuna es amarte : Natalia Robles

### Séries télévisées
- 1998 : ¿Qué Nos Pasa? : participation spéciale
- 2007 : S.O.S.: sexo y otros secretos : Tania¨
- 2008-2009 : Decisiones de mujeres : présentatrice
- 2009 : Mujeres asesinas : "Tere , desconfiad45a" (Tere Alamilla)
- 2009 : Los simuladores : saison 2 - épisode "El clon"[1]

### Films
- 1998 : Atómica
- 1999 : Los sin nombre
- 2002 : El medallón
- 2004 : Al otro lado
- 2005 : Cicatrices : Diana